# Gießgraben (Zusam)
Der Gießgraben ist ein linker Zufluss der Zusam bei der Stadt Wertingen im Landkreis Dillingen an der Donau in Bayern.

## Geographie

### Verlauf
Der Gießgraben entsteht nahe der Mündung des Aufbachs zwischen dem Ostrand des Wertinger Stadtteils Roggden und der dortigen Kläranlage in der Zusam-Aue. Von hier zieht er in sehr geradem Lauf neben dem Fluss nach Nordosten und nimmt von links zwei Zuflüsse vom Hang und einige kurze Stichgräben auf. Nach etwa 2 km unterquert er am südlichen Stadtrand von Wertingen in einem Düker den Lauf der Alten Zusam und mündet dann nach insgesamt etwa 2,5 km neben der Staatsstraße 2033 (Südtangente) von links in die hier in einer Kanalstrecke laufende Zusam.
Der Gießgraben zieht durch eine flache und fast baumlose Grünland-Aue am Rande von Grundstücksgrenzen.

### Zuflüsse
- Hesselbach, von links, ca. 0,7 km[BA 2] und ca. 1,1 km²[BA 3]
- (Hangzufluss, anfangs längs der Straße Waldschenke), von links auf 419 m ü. NHN[BA 4], ca. 0,5 km[BA 2] und ca. 0,2 km²[BA 3]
- (Auengraben), von links kurz vor dem Düker, ca. 0,7 km[BA 2] und ca. 0,4 km²[BA 3]

### BayernAtlas („BA“)
Amtliche Online-Gewässerkarte mit passendem Ausschnitt und den hier benutzten Layern: Lauf und Einzugsgebiet des Gießgrabens

Allgemeiner Einstieg ohne Voreinstellungen und Layer: BayernAtlas der Bayerischen Staatsregierung (Hinweise)
1. 1 2  Höhe abgefragt auf dem Hintergrundlayer Amtliche Karte (Rechtsklick).
2. 1 2 3 4  Länge abgemessen auf dem Hintergrundlayer Amtliche Karte.
3. 1 2 3 4  Einzugsgebiet abgemessen auf dem Hintergrundlayer Amtliche Karte.
4. ↑  Höhe nach blauer Beschriftung auf dem Hintergrundlayer Amtliche Karte.